# 駐日エクアドル大使館
駐日エクアドル大使館（ちゅうにちエクアドルたいしかん、スペイン語: Embajada del Ecuador en Japón、英語: Embassy of Ecuador in Japan）は、エクアドルが日本の首都東京に設置している大使館である。

## 所在地
| 日本語     | 〒106-0031 東京都港区麻布台3-5-7 麻布アメレックスビル8階                  |
| スペイン語 | Edificio Azabu Amerex, Piso 8, 3-5-7, Azabudai, Minato-ku, Tokio 106-0031 |
| 英語       | Azabu Amerex Bldg, 8th Floor, 3-5-7, Azabudai, Minato-ku, Tokyo 106-0031  |

## 大使
2022年6月7日より、セサル・アウグスト・モンターニョ・ウエルタが特命全権大使を務めている。